# Guereña
Guereña (en euskera y oficialmente Gereña) es un concejo del municipio de Vitoria, en la provincia de Álava, País Vasco (España).

## Localización
El concejo se encuentra a unos 500 metros del aeropuerto de Vitoria, y se accede por la carretera A-3302.

## Geografía
Forma parte de la Zona Rural Noroeste de Vitoria. 

### Localidades limítrofes
|                  | Norte: Legarda |                           |
| Oeste: Mandojana |                | Este: Antezana de Foronda |
|                  | Sur: Estarrona |                           |

## Historia
Antigua posesión del señorío del Duque del Infantado, el concejo fue una de las localidades que formaba parte de la Hermandad de Badayoz y, posteriormente, del municipio de Foronda, hasta la integración de este en el de Vitoria en 1974.

## Demografía
En 2018 el concejo contaba con una población de 46 habitantes según el Padrón Municipal de habitantes del Ayuntamiento de Vitoria.
| Gráfica de evolución demográfica de Guereña entre 2000 y 2018                                            |
| |
| Población (2000-2017) según los censos de población del INE. Población según el padrón municipal de 2018 |

## Cultura

### Patrimonio material
- Iglesia de San Juan Evangelista. Destacan su ábside y bóveda, del siglo XVI. Su retablo mayor, obra de Pedro de Ayala, fue realizado entre los siglos XVII y XVIII. Ante el altar, se sitúa un lienzo del siglo XVI, con la Inmaculada y a la izquierda del presbiterio la capilla  la capilla de los Asteguieta con escudos de Asteguieta-Urbina y Zárate.[5]
- Ermita de San Bartolomé. Posee un retablo de estilo neoclásico.
- Torre-palacio de los Zárate-Asteguieta. Situada cerca de la iglesia, se encuentra este edificio del siglo XVI, con escudo de los Zárate-Asteguieta. El edificio fue fundado por Fernando de Zárate Martínez de Salvatierra.

### Patrimonio inmaterial
Sus habitantes eran conocidos con el apodo de Anegaus y las fiestas patronales se celebraban en diciembre (San Juan Evangelista), pero debido al mal tiempo y a la cercanía de las navidades se trasladaron al 24 de agosto. Ese día los vecinos acuden a misa a la ermita de San Bartolomé, del siglo XIX, situada a 200 metros del pueblo.